# Estación Futa Ruín
Futa Ruín es una estación de ferrocarril ubicada en el paraje rural del mismo nombre, Departamento Ñorquincó, Provincia de Río Negro, República Argentina, en el ramal de Ingeniero Jacobacci a Esquel. Actualmente no presenta servicios fijos, pasando el tren ocasionalmente en caso de un servicio charter a Esquel.

## Ubicación geográfica de la estación
Se encuentra a 66 km de la localidad de Ingeniero Jacobacci.